# Ultimate Comics: La Trilogia del Nemico
Ultimate Comics: La Trilogia del Nemico è una trilogia a fumetti ambientata nell'universo Ultimate, scritta da Brian Michael Bendis e disegnata da Rafa Sandoval; è composta da tre miniserie pubblicate negli Stati Uniti d'America dalla  Marvel Comics dal 2010 al 2011.

## Storia editoriale
La trilogia, che vede come protagonisti i principali personaggi dell'Universo Ultimate tra quelli sopravvissuti alla catastrofe di Magneto, è composta da tre volumi denominati Ultimate Comics: Il Nemico, Ultimate Comics: Il Mistero e Ultimate Comics: La Condanna. 
La trilogia è stata raccolta in un unico volume: Ultimate Comics: Doomsday.

## Trama
I principali centri scientifici di New York e di tutto il paese vengono improvvisamente colpiti da un organismo parassitario alieno al cui seguito si mostrano alcune creature mastodontiche che dicono di compiere la volontà di un essere che loro chiamano il "Creatore". Alla nuova minaccia i membri restanti dei Fantastici Quattro - i fratelli Storm e Ben Grimm -, Spider-Man, Spider-Woman, Nick Fury, Carol Danvers e lo S.H.I.E.L.D. si riuniscono per poterla respingere.

### Ultimate Comics: Enemy
Jessica Drew, il clone femminile di Peter Parker conosciuta anche come Spider-Woman, sta compiendo da circa un mese una indagine privata sui fatti che avvengono in alcuni laboratori della Roxxon. Essendo stati loro a "farla nascere", la ragazza vuole impedire che altri progetti simili o peggiori possano prendere forma in quei palazzi.
Durante uno dei consueti appostamenti, dal palazzo della Roxxon si sviluppa una stranissimo organismo dalle fattezze carnose di colore rosso e inizia a distruggerlo. Jessica interviene per salvare quanti più possibili ma nessuno di loro è in grado di spiegare che cosa stia accadendo, che non è un loro prodotto. Spider-Woman non può far altro che osservare la distruzione dell'edificio.
Contemporaneamente, al Baxter Building, Susan Storm rincontra dopo tanti mesi Benjamin Grimm, ex membro dei Fantastici Quattro e ora capitano dell'aviazione statunitense, di passaggio per una visita. Ben le chiede se non si senta sola e la donna gli risponde in modo vago; sentendo il tono evasivo nella sua voce, Ben le confessa il suo amore, un amore sincero a cui non aveva mai voluto neanche pensare quando Reed e lei stavano insieme. A quella confessione però, l'ex ragazza invisibile rimane in silenzio, non sapendo che dire. Mentre se ne sta andando un pezzo del corpo pietroso della Cosa, si stacca e l'uomo le dice di tenerlo come ricordo.
Alcuni istanti dopo il palazzo è sotto attacco del medesimo organismo che ha distrutto il laboratorio della Roxxon, contro cui Susan e Ben cercano di combattere.
In un altro punto della città, Nicholas Fury sotto mentite spoglie, viene assalito da un'entità aliena mentre si appresta a pranzare: l'essere violaceo dalle fattezze mostruose si avventa su Nick, protetto da un campo di forza individuale, con una violenza inaudita, incenerendo cose e persone, asserendo che ciò non era altro che il prodotto delle sue azioni.
Nel momento più difficile, il campo di forza ha ceduto, Nick viene aiutato da Spider-Man e dalla Torcia, stupiti di trovarlo in città. Johnny accortosi del pericolo al Baxter Building accorre in aiuto della sorella e riescono a incenerire l'ammasso carnoso.
Preso un campione dell'essere, i tre ex Fantastici decidono di andare a chiedere aiuto al loro ex leader.
L'attacco però delle cretaure non è ancora terminato: gli alieni hanno fatto esplodere la casa di Reed, con lui e i suoi cari all'interno, e quella della Donna Ragno. Di fronte alla morte di Richards tutti sono molto scossi e addolorati ma un'improvvisa intuizione fa rabbrividire Peter Parker: tutti i bersagli finora presi di mira erano nascosti, con identità segrete, di cui solo in pochi conoscono la piena verità quindi anche lui poteva essere un bersaglio. Peter chiede che gli sia dato un telefono al più presto
A casa Parker intanto sembra che tutto proceda per il meglio, quando una delle misteriose creature fa la sua comparsa e inizia uno scontro con il mutante Bobby "Ice-Man" Drake che riesce a tenergli testa per un po' , giusto il tempo di permettere ai suoi amici di intervenire contro l'alieno.
Al Triskelion nel frattempo è già stato dato l'allarme generale e Carol Danvers, dopo una lite abbastanza accesa e manesca con Fury, decide di far intervenire le truppe Hulkbuster dirigendosi verso il Queens dove la battaglia infuria.
Susan Storm più infuriata che mai, riesce a bloccare l'alieno dentro uno dei suoi campi di forza e a percuoterlo violentemente; purtroppo l'alieno era riuscito a colpire Ben prima del suo intervento e ora le venature della sua pelle rocciosa iniziano a riluccicare, provocandogli dolore in tutto il corpo.
Catturato l'essere, le forze S.H.I.E.L.D. lo trasportano in un distaccamento in Pennsylvania dove viene sottoposto ad un interrogatorio-tortura prima da Fury e poi da Clint Barton. Nel centro medico del Triskelion invece è stato portato il ferito Ben, in stato di coma. Susan essendo sul punto di perdere anche lui gli fa una confessione: quando le disse che la amava, lei non gli aveva risposto non perché le sembrasse assurdo, ma perché aveva bisogno di processare la cosa, non avendo idea di cosa rispondere, questo perché non si piace molto. Gli chiede di resistere, che lo avrebbe curato e si sarebbe resa meritevole del suo amore.
Proprio in quel momento il corpo di Ben è preda delle convulsioni e riprende a luccicare. Tutto si avvolge di un fumo e di una luce viola finché una nuova scarica di luce non investe i fratelli Storm; diradatasi di fronte ai loro occhi si staglia la figura rannicchiata di Benjamin Grimm, privo delle scaglie e di colore viola.
In casa Parker intanto Peter decide di partire per indagare su ciò che sta avvenendo ma soprattutto per evitare che anche gli altri diventino dei bersagli al suo pari. Mentre si allontana viene avvicinato da Jessica Drew, ugualmente decisa a far luce su questo mistero.
In Pennsylvania l'interrogatorio di Occhio di Falco sta dando i suoi frutti e finalmente l'alieno si decide a parlare: dice di essere la creatura del creatore, che la società della terra non funziona, la morale è irrimediabilmente corrotta, che gli attacchi che stanno ricevendo sono una punizione e dalla distruzione nascerà un nuovo mondo, pulito e con prospettive. La conseguenza è iniziata e giungerà alla fine, senza alternative o possibilità.
Detto questo, dalla sua bocca fuoriesce l'organismo carnoso che inizia a distruggere la base e costringere tutte le unità alla ritirata e all'isolamento dell'area.

### Ultimate Comics: Mystery
Dopo l'ultimo attacco degli organismi alieni, Carol Danvers e Nick Fury hanno reclutato come nuovi agenti S.H.I.E.L.D. i restanti membri dei Fantastici Quattro, soprattutto alla luce degli ultimi eventi che hanno portato Ben Grimm a tornare al suo aspetto originale mantenendo invariata la sua forza di quando era la Cosa, per poter trovare una soluzione alla crisi che sta flagellando gli U.S.A.
La Direttrice dello S.H.I.E.L.D. ha infatti approntato un piano per difendere i principali luoghi, sospettati di poter essere l'obbiettivo di un nuovo assalto; tra questi figura il Progetto Pegasus, base segretissima adibita alla custodia di oggetti che i servizi segreti degli U.S.A. hanno raccolto nel corso degli anni, la cui protezione è stata affidata al dottor Philip Lawson, ovvero all'alieno Kree Mahr Vehl, conosciuto come Capitan Marvel.
Nel frattempo a New York, Spider Man e il suo clone femminile la Donna Ragno hanno coalizzato le proprie forze per scoprire maggiori informazioni sul ruolo effettivo che la Roxxon ha in tutta la faccenda: l'industria farmaceutica ha da tempo dimostrato di avere un lato oscuro, che ha provocato più di una volta crimini efferati. Così Jessica, sotto le mentite spoglie di Julia Carpenter, procuratosi un falso profilo scientifico e un passato tra i ragazzi prodigio del Baxter Building, entra a far parte dello staff del Comitato Scientifico della Roxxon, per entrare in diretto contatto con le menti dell'azienda.
Al Progetto Pegasus, scesa la notte, giunge ai suoi cancelli Nova ovvero Rick Jones, l'eletto degli Osservatori dell'Universo; pensando che sia un nemico Mahr Vehl lo attacca e dopo un veloce scontro i due iniziano a parlare. Rick spiega di essere stato contattato dagli Osservatori per avvisarlo che il tempo è giunto, che la distruzione è alle porte.
Mahr Vehl dice di credergli nonostante ammetta di non aver ancora compreso le realtà misteriose che stanno dietro al discorso del ragazzo, quando all'improvviso il suo corpo comincia a cambiare: qualcosa sembra averlo posseduto portandolo ad assumere forme mostruose, simili alle creature aliene che avevano attaccato New York ore prima.
Ricomincia lo scontro tra i due e si protrae fino al teletrasporto di entrambi a New York, sulle macerie di ciò che rimane del Baxter Building. Su di esse prima del loro arrivo stavano svolgendo dei sopralluoghi Nick Fury e i tre Fantastici per determinare l'origine degli organismi carnosi e da dove potessero venire: nello scontro viene coinvolto anche Ben Grimm, che da sfoggio dei suoi poteri, tenendo testa alla forza sovraumana di Capitan Marvel, mentre Rick viene sbalzato giù dal palazzo, non avendo ancora il pieno possesso dei poteri degli Osservatori, salvato appena in tempo da Susan tramite un campo di forza.
Sconfitto Mahr Vehl, tornato alla sua forma umana, le macerie poste sopra l'edificio iniziano a cadere in strada e Susan per proteggere e allontanare i passanti, usa i suoi campi di forza, solo che non fa in tempo a spostarsi a sua volta. I detriti la travolgono e con lei Rick Jones, portando alla disperazione Ben e Johnny: nello scavo però non trovano niente, nessun cadavere o altro dei loro resti.
Mentre lo scontro incombeva, Jessica ha avuto modo di incontrare il Comitato Scientifico della Roxxon, adibito all'analisi dei luoghi attaccati dagli alieni, composto per lo più da ragazzi abbastanza giovani: Armin Zola III, Nathaniel Essex, Samuel Sterns e Layla Miller; al loro seguito si trova inoltre la detective privata Misty Knight. Per proteggersi da eventuali ripercussioni dello scontro vengono tutti portati in una sottolivello delle Roxxon Industries, provando lo stesso a ragionare sul compito che è stato loro affidato.
In mezzo alla discussione Misty Knight chiede se avesse mai incontrato prima la dottoressa Miller, dato che anche lei faceva parte del programma del Baxter Building; la ragazza le risponde che si trovava in un'altra area dell'edificio ma che aveva sentito parlare di lei e che la ammirava. La detective le rivela che Layla Miller non era mai stata al Baxter Building e che lei non era altro che un impostore.
Gli scienziati le si fanno intorno per farle dire la verità sul suo conto, dicendole di non preoccuparsi, poiché anche loro si trovano nella sua stessa barca: la Roxxon li voleva sfruttare per stabilire con quanta facilità dall'esterno si potesse capire in quali traffici l'azienda fosse coinvolta, per poi sbarazzarsene una volta terminata la loro utilità.
Jessica non fidandosi di loro, cerca di fuggire bloccandoli con la sua regnatela ma prima di riuscire ad allontanarsi, Samuel Sterns si trasforma in una versione violacea di Hulk e la stende.
Al Triskelion intanto Mahr Vehl è sottoposto ad un interrogatorio da Nick Fury, per stabilire che parte abbia avuto il Kree nella questione degli attentati; mentre Mahr Vehl cerca in tutti i modi di discolparsi, giunge Susan Storm, esausta e ferita di ritorno dal Progetto Pegasus.
Nel momento in cui le macerie li stavano sommergendo, Rick Jones li ha teleportati nel Wyoming e laggiù Susan ha avuto modo di vedere gli alieni saccheggiare la base e tra di essi ha riconosciuto colui che fin dall'inizio tirava i fili, dietro una solida copertura: Reed Richards.
Il ragazzo ha scoperto Susan e l'ha rimandata indietro (dopo averla sfigurata) per lanciare un messaggio: «...non ha ancora finito».

### Ultimate Comics: Doom
Susan Storm ha cercato in tutti i modi di non far fuggire Reed arrivando anche ad usare i suoi poteri su di lui, ma il ragazzo le spiego che neanche dieci minuti dopo la loro separazione, tempo addietro, aveva già capito come poterla neutralizzare. Le parla inoltre delle immense scoperte scientifiche che era riuscito a compiere e che le avrebbe usate per portare al compimento i propri ideali.
In difesa della ragazza si pone però Rick Jones che, dando sfoggio dei suoi poteri, danneggia il portale di Reed che inizia a risucchiare ogni cosa; pensando a mettere in salvo se stesso e Susan, Nova si teletrasporta nuovamente alla base Triskellion, dove La ragazza invisibile, racconta i fatti accaduti al progetto Pegasus, svenendo poco dopo a causa delle ferite.
Susan viene quindi portata nel settore medico della base, in rianimazione tramite un defibrillatore manuale, ma sembra non riuscire a reagire a causa dei colpi subiti.
Nel frattempo l'équipe di scienziati della Roxxon ha catturato Jessica Drew e sono sul punto di iniziare esami sulla sua strana natura genetica. Stupiti infatti dai risultati dall'esame dei suoi valori fisici della ragazza, il loro capo decide di farsi avanti e di spiegare la natura di clone della Donna Ragno, derivata dai geni di Spider-Man.
Per l'orrore di Jessica, l'uomo si rivelò essere Otto Octavius, l'uomo che causa il caso dei cloni di Peter Parker, e suo "padre".
Octavius è più che intenzionato a iniziare nuovi esperimenti su di lei, accusandola di essere stata la mandante degli attacchi alla Roxxon, ma in quel frangente Peter fa irruzione nel laboratorio, decisosi ad intervenire a causa della prolungata assenza della ragazza. Intrappolati nuovamente gli scienziati con la propria tela e liberata Jessica i due vigilanti intraprendono una lotta con il Dottor Octupus e Samul Stern ritrasformatosi in Hulk, e avendo velocemente ragione di loro.
Fuggiti dall'edificio, Jessica in preda ad un'angoscia cieca, abbraccia Peter, ringraziandolo per averla salvata. Gli dice che vuole vedere Octavius morto, che vuole fargliela pagare per quello che aveva fatto. All'improvviso un nuovo organismo alieno attacca la sede della Roxxon e i due si ritrovano nuovamente a cercare di salvare più civili possibile dalla sua furia.
Al Triskellion intanto Susan a ripreso conoscenza, anche se in modo piuttosto doloroso e traumatico, e benché ancora un po' scossa dall'esperienza passata, vuole vedere gli archivi S.H.I.E.L.D. su ciò che riguarda le ricerche compiute in passato da Reed Richards, e Fury le dà l'accesso. Una volta aperto scaturiscono fuori decine e decine di file che Susan riconosce come dimensioni parallele alla loro che Reed aveva scoperte agendo da solo.
Susan spiega che attraverso un flashback avuto mentre si trovava in coma, ha ricordato delle sue intenzioni di voler trovare un modo che potesse fungere da base per un nuovo, inizio, un mondo in grado di fare "suo", evitandogli le medesime sofferenze e crudeltà che il loro mondo aveva subito. Capisce che è da uno di quei piani dimensionali che Reed porta avanti la sua crociata contro la terra, ma non saprebbe dire da quale; le viene però un'idea: analizzare dei campioni genetici di Capitan Marvel, essendo stato contaminato dagli organismi alieni dell'ex-Fantastic Four porterebbe ad individuarne l'origine.
Dopo alcuni attimi di titubanza, il guerriero Kree decide di fare come la donna gli ordina, ma il Triskellion subisce un nuovo attacco di Reed, anzi numerosi centri scientifici di ricerca biomedica e genetica a livello internazionale vengono colpiti; Susan circonda tutti i presenti ovvero Nick Fury, Carol Danvers, Mahr Vehl, Ben Grimm, Johnny Storm e Rick Jones, con un campo di forza e a trascinarli sott'acqua, per far pensare al nemico di essere stati uccisi nell'attacco.
Nova li teletrasporta poi nuovamente al Progetto Pegasus dove scoprono tramite Wendell Vaughn, che Richards ha saccheggiato tutto il deposito portando via tutti i micidiali manufatti alieni che vi erano custoditi. La scoperta sconvolge Fury che scoraggiato pensa addirittura ad una tregua con il folle scienziato. Susan Storm però pensa di riuscire a fermarlo, ma le servirebbe un laboratorio avanzato in cui lavorare e Vaughn le propone di usare quello sotterraneo in dotazione al Progetto Pegasus.
Susan scopre però che le analisi su Mahr Vehl non bastano e invia la Torcia e Nova a cercare un frammento di quelle creature pandimensionali di Reed, e se nel caso si fosse imbattuto in qualche scienziato di portarlo da loro, sarebbe servito.
Alla Roxxon Jessica e Peter stanno ancora cercando di salvare più persone possibili tra cui lo stesso Octupus, che stava per morire schiacciato dalla creatura, con il disprezzo della ragazza. In quel momento arrivano i due messi della Ragazza Invisibile e spiegano loro la situazione: ottenuto il campione, Spider-Man, la Donna Ragno e lo stesso Octupus seguono i due alla base in Wyoming.
Reed Richards sta proseguendo il suo piano nella fortezza da lui costruita nel settore 77 della Zona Negativa, una porzione inesplorata della prima dimensione alternativa scoperta dai Fantastic Four.
All'improvviso Benjamin Grimm fa la sua comparsa nella fortezza e gli fa una domanda sulla loro infanzia: Reed si stupisce di trovarlo li ma poi si ricorda che se Susan avesse avuto i mezzi giusti lo avrebbe sicuramente trovato. Benjamin però non si lascia distrarre e gli chiede di rispondergli. Reed da però conferma alle paure dell'ex-amico: lui è veramente Reed Richards, il suo amico di infanzia che afferma di aver fatto tutto ciò che ha fatto in assoluta lucidità. Gli dice di aver ottenuto una nuova e più veritiera visione del mondo.
Ben, dispiaciuto, gli dice di riguardare il mondo e a quelle parole, gli Ultimates, Nick Fury, Carol Danvers, i fratelli Storm, Mahr Vehl, Nova, Spider-Man, la Donna Ragno, Octavius e un intero squadrone di agenti S.H.I.E.L.D. fanno irruzione scatenando una battaglia con le forze aliene di Richards.
Nell'infuriare dello scontro, Rick teletrasporta via tutti i macchinari dello scienziato privandolo dei suoi principali mezzi offensivi.
Reed, sfigurato in viso da una fiammata della Torcia, urla che avevano impedito la formazione di un mondo nuovo, un mondo che non avrebbe vissuto lo stupro della scienza. Dice che non capiscono ed è una cosa che lo uccide.
La fortezza ormai sta crollando e venendo risucchiata dall'atmosfera della dimensione. Un crollo maggiore, fa sbalzare Reed nel nulla e nessuno può fare qualcosa per impedirlo. Gli eroi salgono sull'eliveivolo e si apprestano a tornare nel loro universo.
Jessica Drew è diventata un'agente S.H.I.E.L.D. mentre Susan Storm e Benjamin Grimm, si fidanzano e progettano di condividere il medesimo destino insieme.

## Conclusioni
- La Trilogia del Nemico non ha una collocazione temporale ufficiale, se non quella di essere avvenuta dopo Ultimatum. Si possono intuire però alcune coordinate cronologiche: dal punto di vista di Ultimate Comics: Spider-Man, lo si dovrebbe porre tra il volume sette e undici, per la serie Ultimate Comics: Avengers, invece dopo il primo arco narrativo e il quarto; la presenza di Thor fa pensare che la trilogia sia avvenuta dopo Ultimate Comics: New Ultimates.[senza fonte][sembra una RO]